# Matsudaira Teru
Matsudaira Teru est un nom japonais traditionnel ; le nom de famille (ou le nom d'école), Matsudaira, précède donc le prénom (ou le nom d'artiste).
Matsudaira Teru (松平 照), aussi appelée Teruhime (照姫, « Dame Teru » ou « Princesse Teru »), née le 13 décembre 1832 et morte le 28 février 1884, est une aristocrate japonaise qui participe au siège du château d'Aizuwakamatsu. Elle est la sœur adoptive de Matsudaira Katamori, commissionnaire militaire de Kyoto et importante figure du shogunat Tokugawa durant la restauration de Meiji.

## Biographie

### Enfance
Matsudaira Teru est la troisième fille de Hoshina Masamoto, daimyo du domaine d'Iino dans la province de Kazusa. Elle est adoptée à 10 ans par Matsudaira Katataka, daimyo du domaine d'Aizu. Katataka l'a adoptée car il n'avait plus d'enfant, ses deux fils et ses quatre filles étant tous morts très jeunes. Katataka avait rencontré Teruhime au cours de ses fréquentes visites à la résidence du seigneur d'Iino à Edo. Les deux domaines étaient très liés parce que leurs premiers daimyo étaient des frères adoptifs.

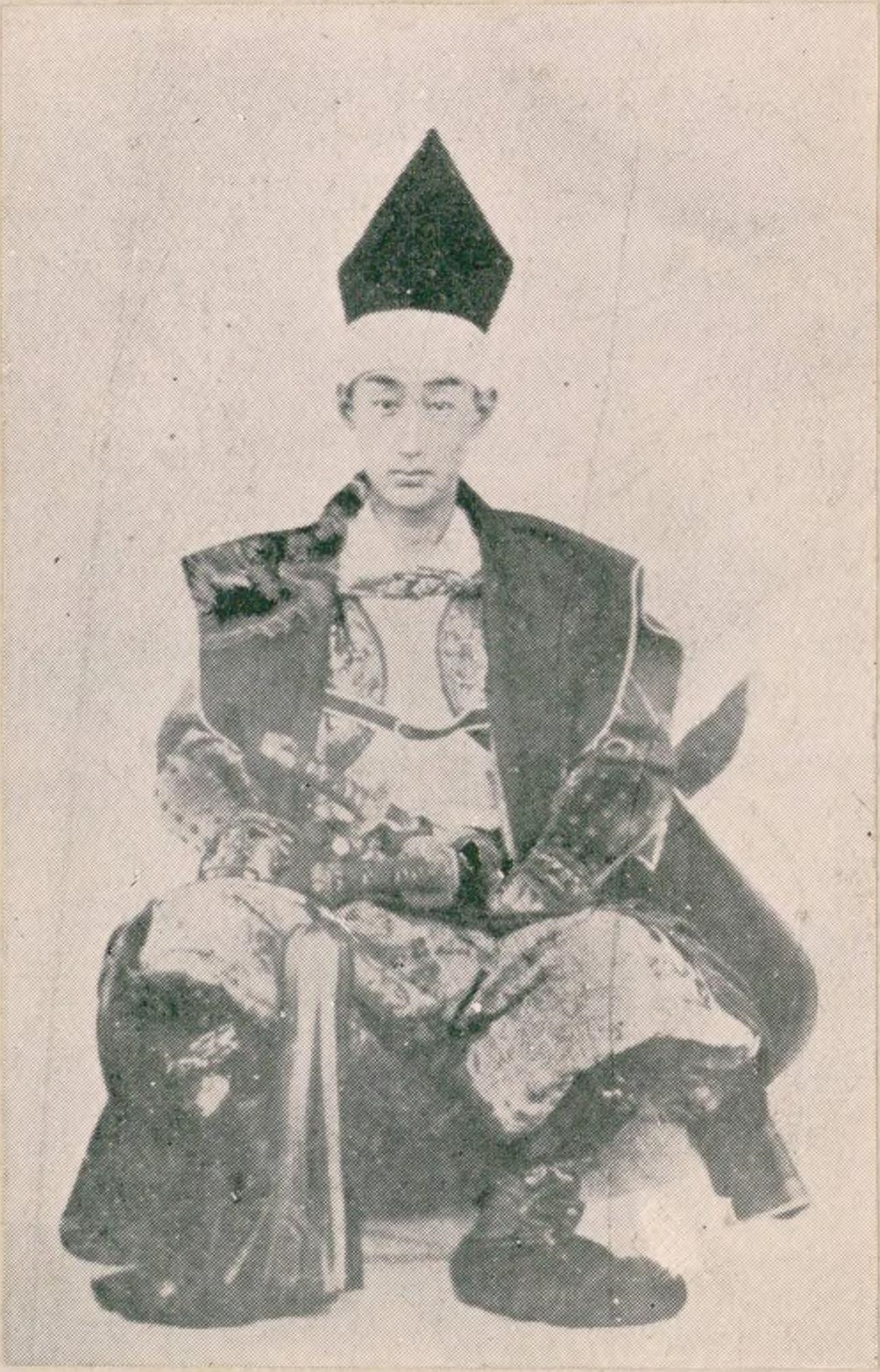
Matsudaira Katamori, le frère adoptif de Teruhime, reste très proche d'elle durant toute sa vie.

Teru est d'abord adoptée pour devenir la femme du futur héritier du domaine d'Aizu. Cependant, la cinquième fille de Katataka, Toshihime, naît en 1843 et, bien que physiquement faible, grandit et remplit son rôle. En 1846, elle devient la sœur adoptive de Matsudaira Katamori, qui est adopté par Katataka pour épouser Toshihime et devenir l'héritier d'Aizu.
Le mariage de Teru est reporté pendant plusieurs années parce que le domaine craint que Toshihime ne meurt jeune. En 1849, Teru est finalement donnée en mariage à Okudaira Masamoto, daimyo du domaine de Nakatsu. Teru et Masamoto divorcent en 1854. Les historiens envisagent l'hypothèse que le divorce est lié à la faible santé de Masamoto (il meurt relativement jeune) ou au fait qu'ils n'eurent pas d'enfants, mais la vraie raison est inconnue. Elle retourne à la résidence d'Aizu à Edo après son divorce.

## La guerre d'Aizu et le siège du château d'Aizuwakamatsu
En 1868, l'armée du shogunat Tokugawa est défaite à la bataille de Toba-Fushimi et le nouveau gouvernement de Meiji prive ensuite de leurs pouvoirs Matsudaira Katamori et le shogun, Tokugawa Yoshinobu. Katamori conseille à ce dernier de combattre, mais reçoit plus tard la nouvelle qu'il est banni du château de Yoshinobu à Edo. Katamori n'a d'autre choix que de quitter Edo et de retourner à Aizuwakamatsu, la capitale du domaine d'Aizu. Teru se rend également à Aizu pour la troisième fois et devint nonne. Même si Matsudaira Katamori suit l'exemple du shogun Tokugawa Yoshinobu et se met de lui-même en prison, il devient vite évident que le nouveau gouvernement n'a pas l'intention de régler le conflit pacifiquement. Cela mène à la guerre d'Aizu et au siège du château d'Aizuwakamatsu.
Les femmes et les enfants aident les hommes durant le siège. Bien que Teru a un autre statut dans le château, elle devint rapidement commandant de plus de 600 femmes et enfants, en partie parce que Toshihime était morte en 1861. Les femmes et les enfants s'occupent principalement de la cuisine, de soigner les blessures, de fabriquer des munitions, et de combattre les incendies provoqués par les boulets de canon tirés sur le château. De plus, un groupe de femmes forma une infanterie volontaire appelée l'Aizu Jōshitai pour protéger Teru. L'unité est menée par Nakano Takeko, qui avait appris le maniement de la naginata (lance) auprès d'Akaoka Daisuke, qui avait également enseigné à Teruhime.

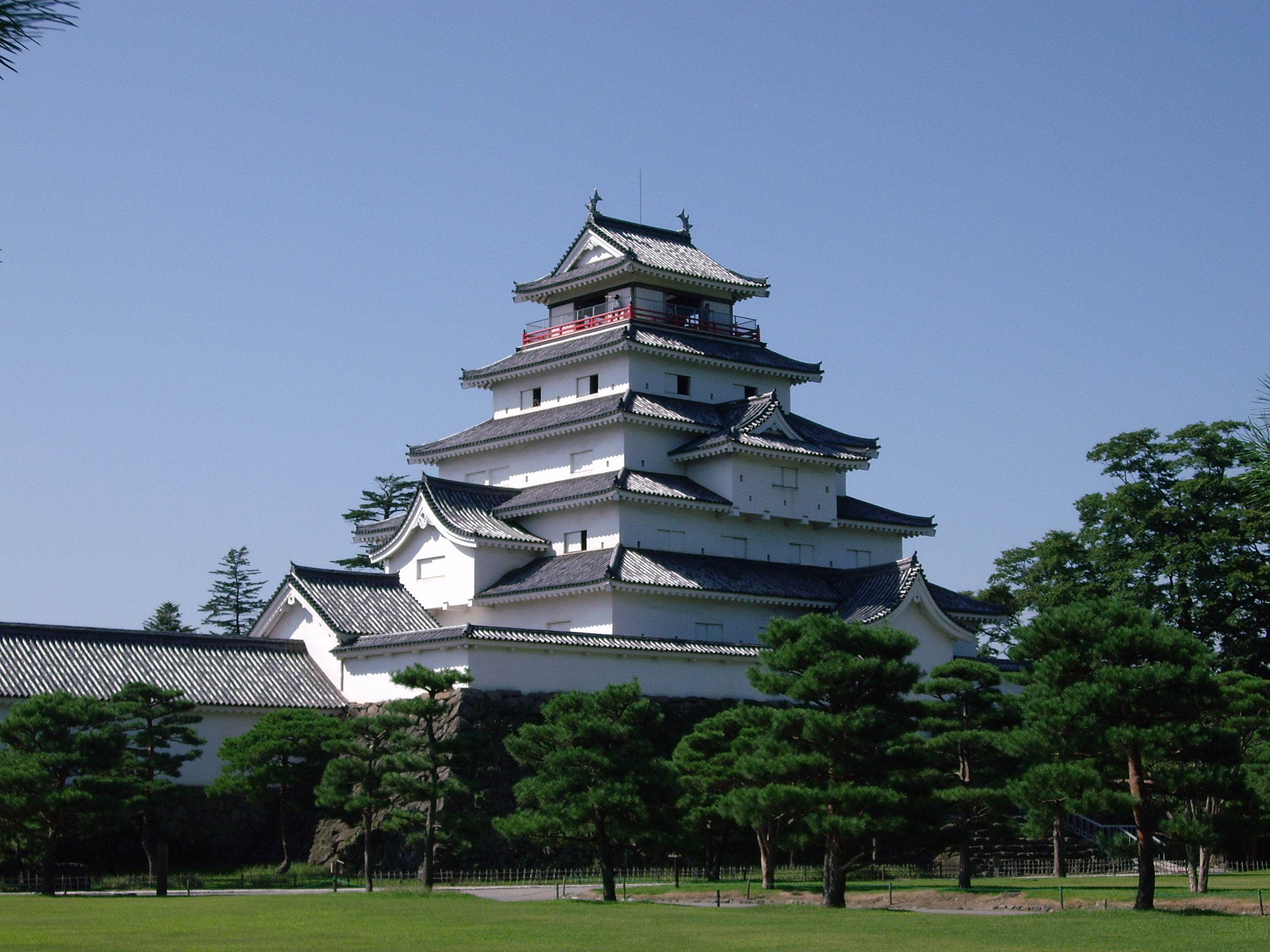
Le château d'Aizuwakamatsu.

Teru est protégée par Suzuki Shingo durant le siège. Celui-ci avait reçu l'ordre de l'aider à se suicider si la défense du château cédait. Lors d'un jour où la situation militaire était particulièrement mauvaise, Shingo paniqua, dégaina son épée, et pria Teru de se suicider rapidement, alors que l'issue de la bataille était encore incertaine. Il fut rapidement maîtrisé par d'autres guerriers mais Teru ne le réprimanda pas pour cet incident.

### Après la guerre d'Aizu
Lorsque le domaine d'Aizu se rendit après un mois de siège, Teru fut placée en maison d'arrêt au Myōkoku-ji avec Katamori et Matsudaira Nobunori, le fils adoptif de Katamori. Elle fut plus tard transférée au domaine de Kishū. Sa famille biologique, et le domaine d'Iino, réussirent cependant à obtenir sa garde. Elle mourut dans la résidence du clan Hoshina à Tokyo en 1884, à l'âge de 52 ans, et reçut le nom bouddhiste Shōkei-in à titre posthume. Elle est d'abord enterrée au Jōkaku-ji de Tokyo, mais ses restes se trouvent actuellement dans le tombeau de la famille Matsudaira au cimetière familial à Aizuwakamatsu, à seulement quelques mètres où repose son frère adoptif, Matsudaira Katamori.

## Poésie
Teru maîtrisait la poésie waka et la calligraphie et enseigna ces arts à Matsudaira Katamori. Son poème le plus connu fut composé lorsque Kayano Gonbei, quatrième karō du domaine d'Aizu, fut placé sous la protection de Hoshina Masaari du domaine d'Iino (frère biologique de Teruhime) et fut forcé de se suicider pour assumer la responsabilité du rôle du domaine d'Aizu dans la guerre d'Aizu, à la place de Katamori et Nobunori.
Le poème dans son intégralité est :

« 夢うつつ 思ひも分ず 惜しむぞよ まことある名は 世に残れども »

« Ah, malheur !
 Submergée par l'émotion, ce sentiment est même présent dans mes rêves !
 Mais la vraie récompense restera dans ce monde. »

Le poème est envoyé à Gonbei avec une lettre et deux pièces de monnaie en argent. Cette lettre manuscrite et le poème seront désignés comme bien culturel important par la ville d'Aizuwakamatsu.

## Informations diverses
- Teruhime est parfois représentée dans la fiction pour avoir connu une histoire d'amour avec Matsudaira Katamori.
- Des objets ayant appartenu à Teruhime sont exposés au musée Byakkotai dans le château d'Aizuwakamatsu.

## Source de la traduction
- (en) Cet article est partiellement ou en totalité issu de l’article de Wikipédia en anglais intitulé « Matsudaira Teru » (voir la liste des auteurs).